# Loano
Loano é uma comuna italiana da região da Ligúria, província de Savona, com cerca de 10.559 habitantes. Estende-se por uma área de 13 km², tendo uma densidade populacional de 812 hab/km². Faz fronteira com Bardineto, Boissano, Borghetto Santo Spirito, Pietra Ligure.

## Demografia
| Variação demográfica do município entre 1861 e 2011                               |
|                                                                                   |
| Fonte: Istituto Nazionale di Statistica (ISTAT) - Elaboração gráfica da Wikipedia |